# سكوت جونز (لاعب كرة قدم بريطاني)
سكوت جونز (بالإنجليزية: Scott Jones)‏ (1 مايو 1975 بشفيلد في المملكة المتحدة - ) هو لاعب كرة قدم بريطاني في مركز الدفاع. لعب مع نادي بارنسلي ونادي بريستول روفيرز ونادي يورك سيتي ونوتس كاونتي ونادي مانسفيلد تاون.

## وصلات خارجية
- سكوت جونز على موقع قاعدة بيانات كرة القدم.إي يو (الإنجليزية)
- سكوت جونز على موقع Soccerbase.com (لاعب) (الإنجليزية)
- سكوت جونز على موقع عالم كرة القدم.نت (الإنجليزية)